# Jarebice (Loznica)
Jarebice (Servisch cyrillisch Јаребице) is een plaats in de Servische gemeente Loznica. De plaats telt 1324 inwoners (2002).